# إل فريسنو
بلدية إل فريسنو (بالإسبانية: El Fresno) هي بلدية تقع في مقاطعة آبلة التابعة لمنطقة قشتالة وليون وسط إسبانيا.

## الديموغرافيا
يبلغ عدد سكان بلدية إل فريسنو 568 نسمة عام 2011 (وفقاً للمعهد الوطني للإحصاء الإسباني).
| 441 | 494 | 507 | 517 | 536 | 550 | 568 |